# Marmite de bonite

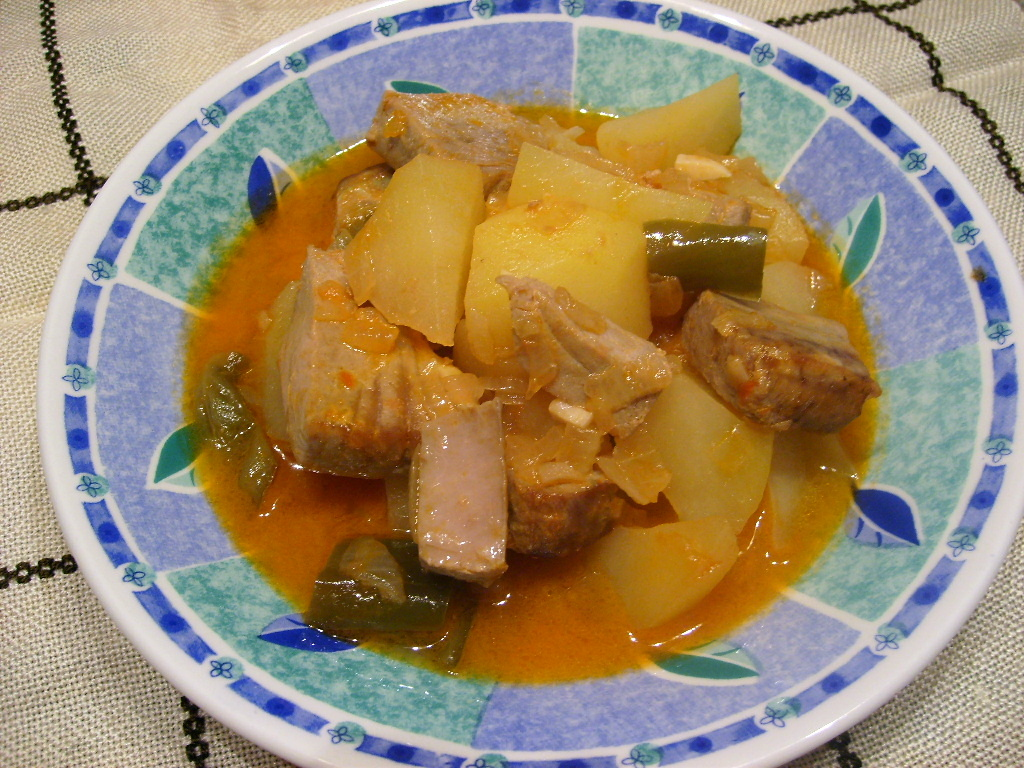
Marmitako de thon.

La marmite de bonite ou marmite de thon (marmitako au Pays basque, sorropotún ou marmite en Cantabrie et « marmite » en France) est un plat à base de Thunnus alalunga (thon blanc ou bonite du Nord), dont l'origine se trouve chez les pêcheurs basques (arrantzaleak en basque) et cantabres. Il s'agit d'un ragoût de thon aux pommes de terre, oignons, poivrons et tomates. Dans certains endroits, il est servi réchauffé dans une cazuela en terre cuite.

## Nom
« Marmitako » signifie littéralement « de la marmite » en euskera. La marmite est un récipient en métal avec un couvercle, et était dans l'ancien temps un des rares ustensiles de cuisine qu'on emmenait à bord. Son nom castillan (marmita) ou français (marmite) donne son nom au plat dans l'est de la Cantabrie ; il est connu sous le nom de sorropotún en Occident.

## Coutumes
De nos jours, c'est un plat très apprécié, en partie par la diffusion de la cuisine en général, et en partie car c'est une des façons les plus connues de préparer la bonite. Il s'agit d'un poisson gras qui a beaucoup de valeur nutritionnelle dans les tendances actuelles. C'est un des plats phares des concours gastronomiques de toute festivité basque et cantabre, particulièrement dans les localités côtières.